# ثيوداد جوثمان
سيوداد جوزمان (بالإسبانية: Ciudad Guzmán) هي مدينة تابعة لولاية خاليسكو، تقع في المنطقة الجنوبية في المكسيك، حيث تبعد عن جوادالاخارا بمسافة 139 كم وهي على ارتفاع 1507 متر فوق مستوى سطح البحر. وفقا للمعهد الوطني للإحصاء والجغرافيا، فإن تعداد السكان كان قد وصل إلى 97,750 نسمة في عام 2010. سيوداد جوزمان هي مقاطعة مكسيكية تضم بلدية ثابوتلان الجرندي حيث تبلغ مساحتها 295,29 كم2 وتصل كثافتها السكانية إلى 325.27 نسمة لكل كيلومتر مربع.

## المناخ
يظهر الجدول التالي التغييرات المناخية على مدار السنة لثيوداد جوثمان:
| البيانات المناخية لـثيوداد جوثمان                              | البيانات المناخية لـثيوداد جوثمان | البيانات المناخية لـثيوداد جوثمان | البيانات المناخية لـثيوداد جوثمان | البيانات المناخية لـثيوداد جوثمان | البيانات المناخية لـثيوداد جوثمان | البيانات المناخية لـثيوداد جوثمان | البيانات المناخية لـثيوداد جوثمان | البيانات المناخية لـثيوداد جوثمان | البيانات المناخية لـثيوداد جوثمان | البيانات المناخية لـثيوداد جوثمان | البيانات المناخية لـثيوداد جوثمان | البيانات المناخية لـثيوداد جوثمان | البيانات المناخية لـثيوداد جوثمان |
| الشهر                                                          | يناير                             | فبراير                            | مارس                              | أبريل                             | مايو                              | يونيو                             | يوليو                             | أغسطس                             | سبتمبر                            | أكتوبر                            | نوفمبر                            | ديسمبر                            | المعدل السنوي                     |
| -------------------------------------------------------------- | --------------------------------- | --------------------------------- | --------------------------------- | --------------------------------- | --------------------------------- | --------------------------------- | --------------------------------- | --------------------------------- | --------------------------------- | --------------------------------- | --------------------------------- | --------------------------------- | --------------------------------- |
| الدرجة القصوى °م (°ف)                                          | 37.0 (98.6)                       | 36.0 (96.8)                       | 39.0 (102.2)                      | 39.0 (102.2)                      | 39.0 (102.2)                      | 38.7 (101.7)                      | 35.0 (95.0)                       | 38.0 (100.4)                      | 32.1 (89.8)                       | 32.0 (89.6)                       | 31.0 (87.8)                       | 31.0 (87.8)                       | 39.0 (102.2)                      |
| متوسط درجة الحرارة الكبرى °م (°ف)                              | 25.7 (78.3)                       | 27.9 (82.2)                       | 30.0 (86.0)                       | 32.1 (89.8)                       | 32.9 (91.2)                       | 30.5 (86.9)                       | 28.7 (83.7)                       | 28.3 (82.9)                       | 27.7 (81.9)                       | 27.6 (81.7)                       | 26.8 (80.2)                       | 25.7 (78.3)                       | 28.7 (83.7)                       |
| المتوسط اليومي °م (°ف)                                         | 15.7 (60.3)                       | 17.2 (63.0)                       | 18.4 (65.1)                       | 20.6 (69.1)                       | 22.5 (72.5)                       | 23.0 (73.4)                       | 22.0 (71.6)                       | 21.8 (71.2)                       | 21.5 (70.7)                       | 20.5 (68.9)                       | 18.2 (64.8)                       | 16.2 (61.2)                       | 19.8 (67.6)                       |
| متوسط درجة الحرارة الصغرى °م (°ف)                              | 5.8 (42.4)                        | 6.5 (43.7)                        | 6.9 (44.4)                        | 9.2 (48.6)                        | 12.0 (53.6)                       | 15.4 (59.7)                       | 15.4 (59.7)                       | 15.3 (59.5)                       | 15.3 (59.5)                       | 13.3 (55.9)                       | 9.6 (49.3)                        | 6.7 (44.1)                        | 11.0 (51.8)                       |
| أدنى درجة حرارة °م (°ف)                                        | −3.5 (25.7)                       | −1.0 (30.2)                       | 0.0 (32.0)                        | 0.0 (32.0)                        | 5.5 (41.9)                        | 9.0 (48.2)                        | 7.0 (44.6)                        | 9.0 (48.2)                        | 10.0 (50.0)                       | 3.5 (38.3)                        | 0.0 (32.0)                        | −0.4 (31.3)                       | −3.5 (25.7)                       |
| الهطول مم (إنش)                                                | 32.0 (1.26)                       | 4.2 (0.17)                        | 4.1 (0.16)                        | 1.7 (0.07)                        | 24.8 (0.98)                       | 114.1 (4.49)                      | 143.6 (5.65)                      | 151.0 (5.94)                      | 143.0 (5.63)                      | 79.4 (3.13)                       | 15.7 (0.62)                       | 4.2 (0.17)                        | 717.8 (28.26)                     |
| متوسط أيام هطول الأمطار (≥ 0.1 mm)                             | 1.9                               | 0.9                               | 0.6                               | 0.6                               | 3.7                               | 13.7                              | 19.1                              | 19.8                              | 16.8                              | 9.3                               | 2.4                               | 1.0                               | 89.8                              |
| متوسط الرطوبة النسبية (%)                                      | 62                                | 56                                | 59                                | 57                                | 59                                | 70                                | 74                                | 74                                | 76                                | 73                                | 68                                | 66                                | 66                                |
| ساعات سطوع الشمس الشهرية                                       | 234.1                             | 255.0                             | 289.5                             | 279.1                             | 250.2                             | 231.2                             | 159.7                             | 188.7                             | 183.0                             | 225.5                             | 246.5                             | 230.6                             | 2٬773٫1                           |
| المصدر #1: Servicio Meteorológico National (normals)(humidity) |                                   |                                   |                                   |                                   |                                   |                                   |                                   |                                   |                                   |                                   |                                   |                                   |                                   |
| المصدر #2: Colegio de Postgraduados (sun)                      |                                   |                                   |                                   |                                   |                                   |                                   |                                   |                                   |                                   |                                   |                                   |                                   |                                   |

## توأمة
لثيوداد جوثمان اتفاقيات توأمة مع كل من:
- غوادالاخارا
- Tapalpa [الإنجليزية]‏
- Manzanillo [الإنجليزية]‏
- مدينة كوليما
- لونغمونت

## أعلام
- لويس إنريكي روبلس
- كونسويلو بيلاثكيث
- روبين فوينتيس
- بيدرو ويبر
- ماركو أنطونيو خيمينيز